# Archytas nitidus
Archytas nitidus är en tvåvingeart som först beskrevs av Wulp 1892.  Archytas nitidus ingår i släktet Archytas och familjen parasitflugor. Inga underarter finns listade i Catalogue of Life.